# 新丽灯蛾属
新丽灯蛾属（学名：Euleechia），也称釉丽灯蛾属，为裳蛾科的一个属。

## 下属物种
本属包括以下物种：
- 阿里山新丽灯蛾 Euleechia arisanus (Matsumura, 1931)，阿里山釉丽灯蛾